# Ammasso Doppio di Perseo
h+χ Per, (nota anche come C 14), è una coppia di ammassi aperti molto luminosi, visibili nella costellazione di Perseo; devono il loro nome comune alla loro estrema vicinanza e somiglianza. Possiedono pure una lettera di riferimento (h e χ), nonché numeri di catalogo indipendenti (NGC 869 e NGC 884).

## Osservazione amatoriale

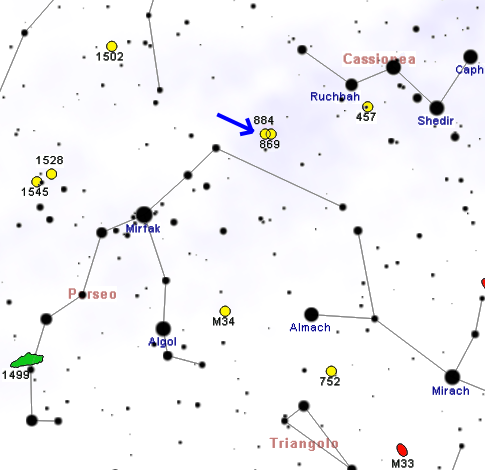
Carta per l'individuazione dell'Ammasso Doppio di Perseo.

Sono ben visibili ad occhio nudo come una macchia chiara allungata con una strozzatura centrale, che le conferisce la forma di un "8" rovesciato; notissimi fin dall'antichità, questi due magnifici oggetti celesti si presentano circumpolari, in gran parte dell'emisfero boreale terrestre. Un binocolo di piccole dimensioni consente di risolvere in parte i due oggetti, che per altro non appaiono molto diversi fra loro: χ Per è dominato da due stelle di settima magnitudine a nord, h Per presenta due stelle di settima ad ovest; con un binocolo h Per sembrerebbe appena più ricco del compagno, il quale però mostra un gran numero di componenti se visto con un piccolo telescopio. Con un newtoniano di 200 mm di apertura si può godere di un vero e proprio spettacolo: le componenti diventano centinaia; entrambi gli ammassi mostrano al loro interno una ventina di supergiganti rosse, che contrastano con il colore azzurro delle altre componenti.
Si tratta di due degli oggetti più fotografati del cielo. Entrambi sono ammassi giovani, dell'età compresa fra 3 e 6 milioni di anni, e distano fra loro circa 800 anni luce; il fatto che siano visibili così chiaramente anche da grande distanza (il nostro sistema solare si trova ad oltre 7000 anni-luce da loro) è indice di una grande luminosità reale,  come pure le loro dimensioni, stimate intorno ai 70 anni-luce di diametro per entrambi gli oggetti.

## Storia delle osservazioni
Il primo a segnalare l'esistenza di una macchia chiara sulla Via Lattea di Perseo fu Ipparco di Nicea, nel 130 a.C., ma sicuramente altri dovrebbero aver notato quest'oggetto prima di lui. Curiosamente, e quasi inspiegabilmente, questi due ammassi non sono stati inclusi nel Catalogo di Messier; la spiegazione è che il Messier in realtà non aveva l'intenzione di compilare un catalogo di oggetti celesti, ma una sorta di promemoria di oggetti che in futuro non avrebbe dovuto scambiare per comete: il Messier infatti era un cercatore di comete, e durante le sue osservazioni notò un gran numero di oggetti nebulosi o di agglomerati di stelle, che a prima vista avrebbero potuto essere scambiati per comete. Il suo catalogo originale pubblicato nel 1774 infatti contava non 110 oggetti (come oggi è noto), ma solo 45; altri oggetti noti da prima furono in seguito inseriti, compresa la Galassia di Andromeda, mentre un oggetto come l'Ammasso Doppio di Perseo non avrebbe potuto essere certo scambiato per una cometa, sia per la sua natura, sia per il fatto che si trova distante dall'eclittica (a differenza delle Pleiadi e del Presepe).

## Caratteristiche

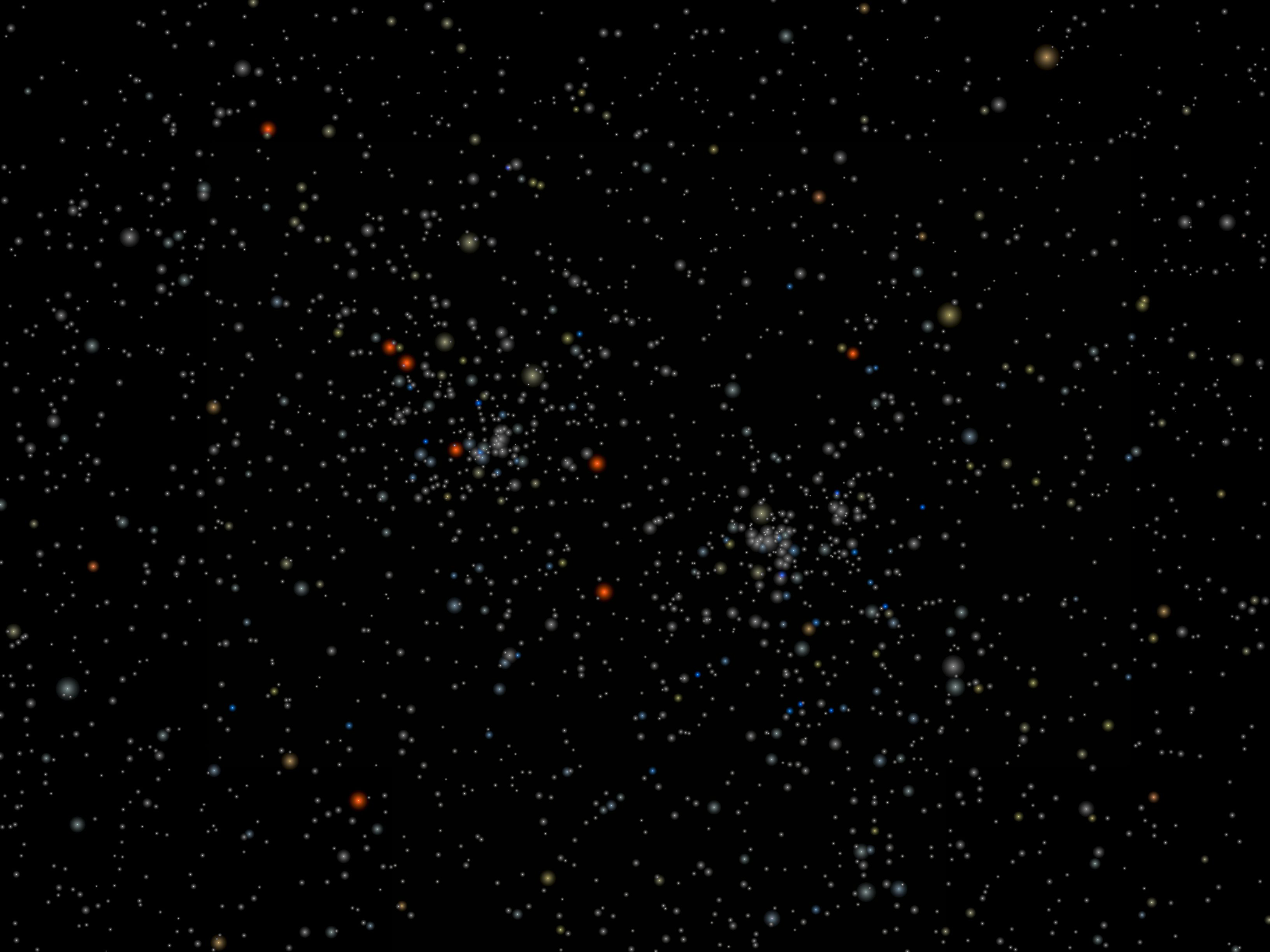
I due ammassi che formano la coppia.

Entrambi gli ammassi si trovano nel Braccio di Perseo, il braccio di spirale della Via Lattea immediatamente più esterno rispetto al nostro, il Braccio di Orione. Tuttavia gli ammassi si trovano più lontani fra loro di quanto possa sembrare dalla Terra; se infatti le stime sulla loro distanza da noi sono corrette (6800 anni luce per NGC 869 e 7600 anni luce per NGC 884) si evince che la distanza tra i due ammassi è di circa 800 anni luce.

### NGC 869
NGC 869 (h Per) è l'ammasso posto ad ovest (a destra nella foto): la sua età è stimata sui 19 milioni di anni e si trova nell'associazione Perseus OB1; in piccoli telescopi appare il più concentrato e il più luminoso dei due, con una magnitudine pari a 4,3. Appare dominato da un gran numero di stelle blu molto luminose, tra le quali spiccano alcune stelle arancioni, che rendono l'ammasso un insieme multicolore di stelle.

### NGC 884
NGC 884 (χ Per) è l'ammasso visibile ad est (a sinistra nella foto): è leggermente meno luminoso del precedente e anche più giovane, con un'età stimata sui 12,5 milioni di anni; si mostra meno compatto del suo compagno e quasi diviso in due piccoli gruppi più densi, mentre le sue componenti sono anch'esse azzurre con alcune stelline arancioni. A nord sono presenti due stelle di sesta e settima magnitudine, che estendono apparentemente i limiti dell'ammasso.

### Libri
- (EN) Stephen James O'Meara, Deep Sky Companions: The Caldwell Objects, Cambridge University Press, 2003, ISBN 0-521-55332-6.

### Carte celesti
- Tirion, Rappaport, Lovi, Uranometria 2000.0 - Volume I - The Northern Hemisphere to -6°, Richmond, Virginia, USA, Willmann-Bell, inc., 1987, ISBN 0-943396-14-X.
- Tirion, Sinnott, Sky Atlas 2000.0 - Second Edition, Cambridge, USA, Cambridge University Press, 1998, ISBN 0-933346-90-5.
- Tirion, The Cambridge Star Atlas 2000.0, 3ª ed., Cambridge, USA, Cambridge University Press, 2001, ISBN 0-521-80084-6.